# Grand Prix Cycliste de Montréal
Il Grand Prix Cycliste de Montréal (it. Gran Premio Ciclistico di Montréal) è una corsa in linea maschile di ciclismo su strada che si svolge nella città di Montréal, nella provincia del Québec in Canada, a settembre. Creato nel 2010, il Gran Premio è stato subito inserito nel calendario dell'UCI ProTour e, di conseguenza, in quello World Tour.

## Albo d'oro
Aggiornato all'edizione 2024.
| Anno | Vincitore                                    | Secondo                                      | Terzo                                        |
| ---- | -------------------------------------------- | -------------------------------------------- | -------------------------------------------- |
| 2010 | Robert Gesink                                | Peter Sagan                                  | Ryder Hesjedal                               |
| 2011 | Rui Costa                                    | Pierrick Fédrigo                             | Philippe Gilbert                             |
| 2012 | Lars Petter Nordhaug                         | Moreno Moser                                 | Aleksandr Kolobnev                           |
| 2013 | Peter Sagan                                  | Simone Ponzi                                 | Ryder Hesjedal                               |
| 2014 | Simon Gerrans                                | Rui Costa                                    | Tony Gallopin                                |
| 2015 | Tim Wellens                                  | Adam Yates                                   | Rui Costa                                    |
| 2016 | Greg Van Avermaet                            | Peter Sagan                                  | Diego Ulissi                                 |
| 2017 | Diego Ulissi                                 | Jesús Herrada                                | Tom-Jelte Slagter                            |
| 2018 | Michael Matthews                             | Sonny Colbrelli                              | Greg Van Avermaet                            |
| 2019 | Greg Van Avermaet                            | Diego Ulissi                                 | Iván García Cortina                          |
| 2020 | annullata a causa della pandemia di COVID-19 | annullata a causa della pandemia di COVID-19 | annullata a causa della pandemia di COVID-19 |
| 2021 | annullata a causa della pandemia di COVID-19 | annullata a causa della pandemia di COVID-19 | annullata a causa della pandemia di COVID-19 |
| 2022 | Tadej Pogačar                                | Wout Van Aert                                | Andrea Bagioli                               |
| 2023 | Adam Yates                                   | Pavel Sivakov                                | Alex Aranburu                                |
| 2024 | Tadej Pogačar                                | Pello Bilbao                                 | Julian Alaphilippe                           |

## Statistiche

### Vittorie per nazione
| Pos. | Nazione       | Vittorie |
| ---- | ------------- | -------- |
| 1    | Belgio        | 3        |
| 2    | Australia     | 2        |
| 3    | Paesi Bassi   | 1        |
| 3    | Portogallo    | 1        |
| 3    | Norvegia      | 1        |
| 3    | Slovacchia    | 1        |
| 3    | Italia        | 1        |
| 3    | Slovenia      | 1        |
| 3    | Gran Bretagna | 1        |